# Галдин (Чертковский район)
Га́лдин — хутор в Чертковском районе Ростовской области.
Входит в состав Осиковского сельского поселения.

## География
Расположен недалеко от границы с Украиной.

## Население
| 2010 |
| ---- |
| 253  |

## Улицы
- ул. Заречная,
- ул. Мира,
- ул. Набережная,
- ул. Почтовая,
- ул. Садовая.